# Hypothèse documentaire

Présentation stemmatique de l'hypothèse documentaire ;
- contient l'essentiel du Lévitique ; † contient l'essentiel du Deutéronome ; ǂ contient les livres de Josué, des Juges, de Samuel (I et II), des Rois (I et II).

L’hypothèse documentaire est une hypothèse aujourd'hui partiellement abandonnée qui affirme que les cinq premiers livres de l'Ancien Testament, formant le Pentateuque ou Torah, ont pour origine quatre sources différentes : le document jahviste, le document élohiste, le document deutéronomiste et le document sacerdotal. Cette hypothèse a été systématisée au XIXe siècle par les biblistes allemands Charles-Henri Graf (1815-1869) et Julius Wellhausen (1844-1918), dont les conclusions sont connues sous le nom de « système de Graf-Wellhausen ». Elle continue d'exister aujourd'hui, mais modifiée, il s'agit de l'hypothèse néo-documentaire.
Ce système n'est pas la première hypothèse documentaire. Auparavant, Henning Bernhard Witter (de) (1683-1715), Jean Astruc (1684-1766) puis Édouard Reuss (1804-1891) en avaient déjà formulé un équivalent.
Le système de Graf-Wellhausen a dominé dans les milieux de l'exégèse biblique jusqu'aux années 1970, époque à laquelle il a été remis en question par plusieurs chercheurs et, quoique encore défendu par certains d'entre eux, est devenu caduc sans qu'une nouvelle approche exégétique rencontre pour autant le consensus. S'appuyant sur l'état des textes et leur date probable de composition, la recherche actuelle privilégie deux autres hypothèses : d'une part, la « théorie des fragments », qui postule la mise en forme de plusieurs traditions différentes, à des dates variables ; d'autre part, la « théorie des compléments », selon laquelle des textes initiaux ont subi diverses modifications ou interpolations. Elle tend à discerner deux grands groupes rédactionnels : l'école deutéronomiste et l'école sacerdotale.

## Premières hypothèses documentaires

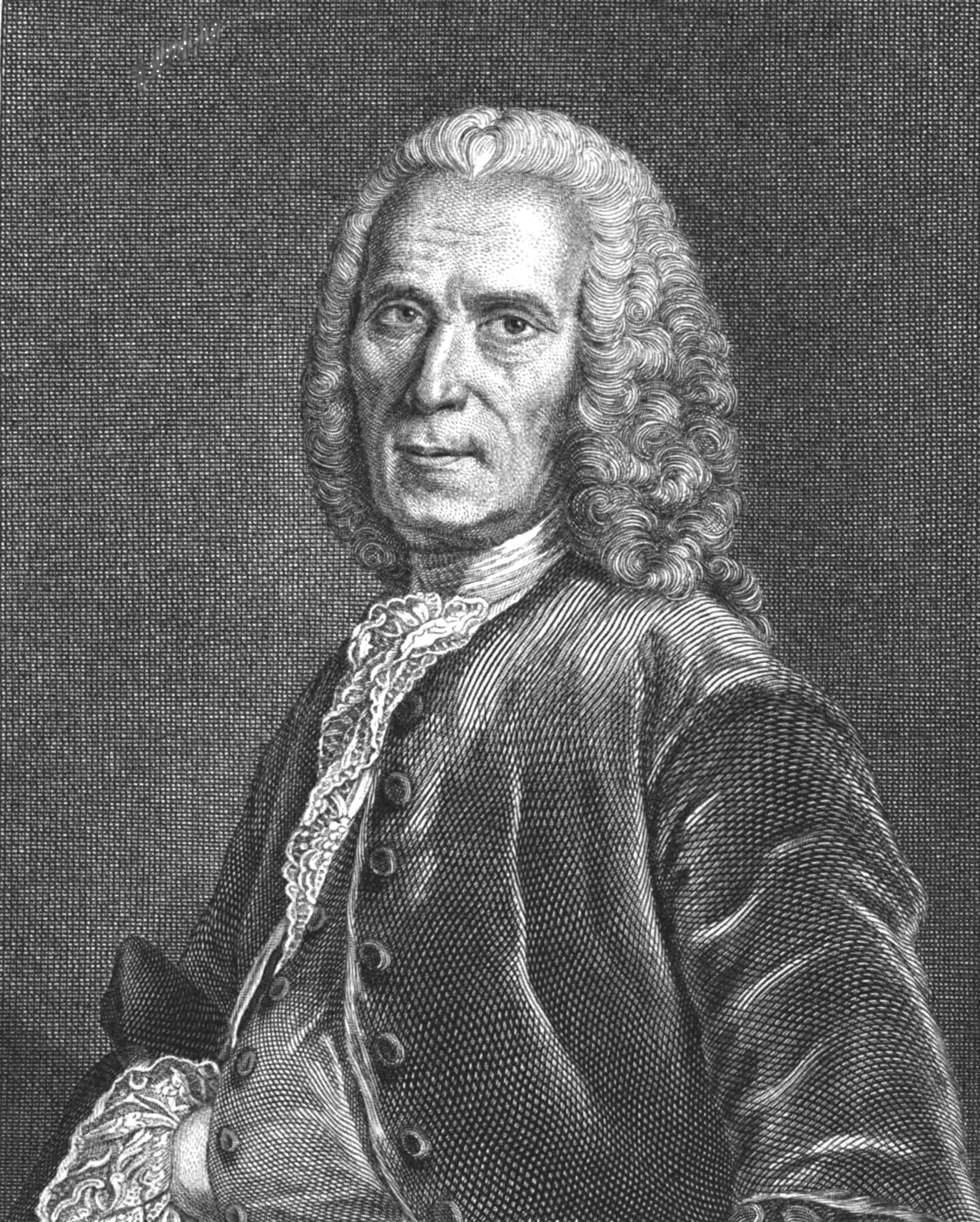
Jean Astruc (1684-1766).

### DuXVIesiècleauXVIIIesiècle
À partir du XVIe siècle, plusieurs auteurs formulent l'hypothèse que le Pentateuque (ou Torah) est l'œuvre de plusieurs rédacteurs : Karlstadt (1520), Hobbes (Léviathan, 1651) et Spinoza (Tractatus theologico-politicus, 1670). Pour Spinoza, le Pentateuque forme un ensemble organique avec les Livres historiques (de Josué à Deuxième Livre des Rois) et ne saurait donc être antérieur à la fin du royaume de Juda, rapportée en 2Rois. D'autres critiques vont dans un sens comparable : Richard Simon avec son Histoire critique du Vieux Testament (1678), Henning Bernhard Witter (de), qui écrit en 1711 que Moïse a rassemblé plusieurs sources pour rédiger le Pentateuque, et Jean Astruc (1684-1766), médecin de Louis XV et auteur de Conjectures sur les mémoires originaux dont il paraoit que Moyse s'est servi pour composer le Livre de la Genèse (1753).
Il s'agit pour ces auteurs de rendre compte des doublets, contradictions internes et autres ruptures à l'intérieur du texte biblique. Plusieurs d'entre eux contestent la tradition qui attribue la rédaction du Pentateuque au seul Moïse, mais tel n'est pas le cas d'Astruc, dont l'ouvrage est au contraire apologétique et entend démontrer l'authenticité mosaïque. Pour ce faire, Astruc discerne deux sources qu'aurait utilisées Moïse : le « mémoire A », où Dieu est appelé « Elohim » et qui commence en Gn 1, et le « mémoire B », où Dieu est appelé « YHWH » et qui commence en Gn 2:4.
La double dénomination de Dieu à l'intérieur du Pentateuque est en effet au cœur de la problématique. Elle se situe à la racine de l'hypothèse documentaire, tout comme elle provoquera l'un des principaux débats parmi les chercheurs des années 1960 et 1970.

### Postérité de la thèse de Jean Astruc
L'exégèse du XIXe siècle s'inspire des Conjectures d'Astruc, mais sans en retenir l'intention apologétique, pour tenter d'élaborer un modèle diachronique apte à expliquer l'inclusion dans le Pentateuque de sources autonomes, rédigées à des époques diverses et en fonction d'idéologies différentes. Deux théories font alors leur apparition : celle des fragments, suivie par celle des compléments. Cependant, en l'état, elles sont loin de répondre à toutes les questions et se voient bientôt reléguées au profit de l'hypothèse documentaire de Reuss, et surtout de Graf et Wellhausen.

## Le système de Graf-Wellhausen

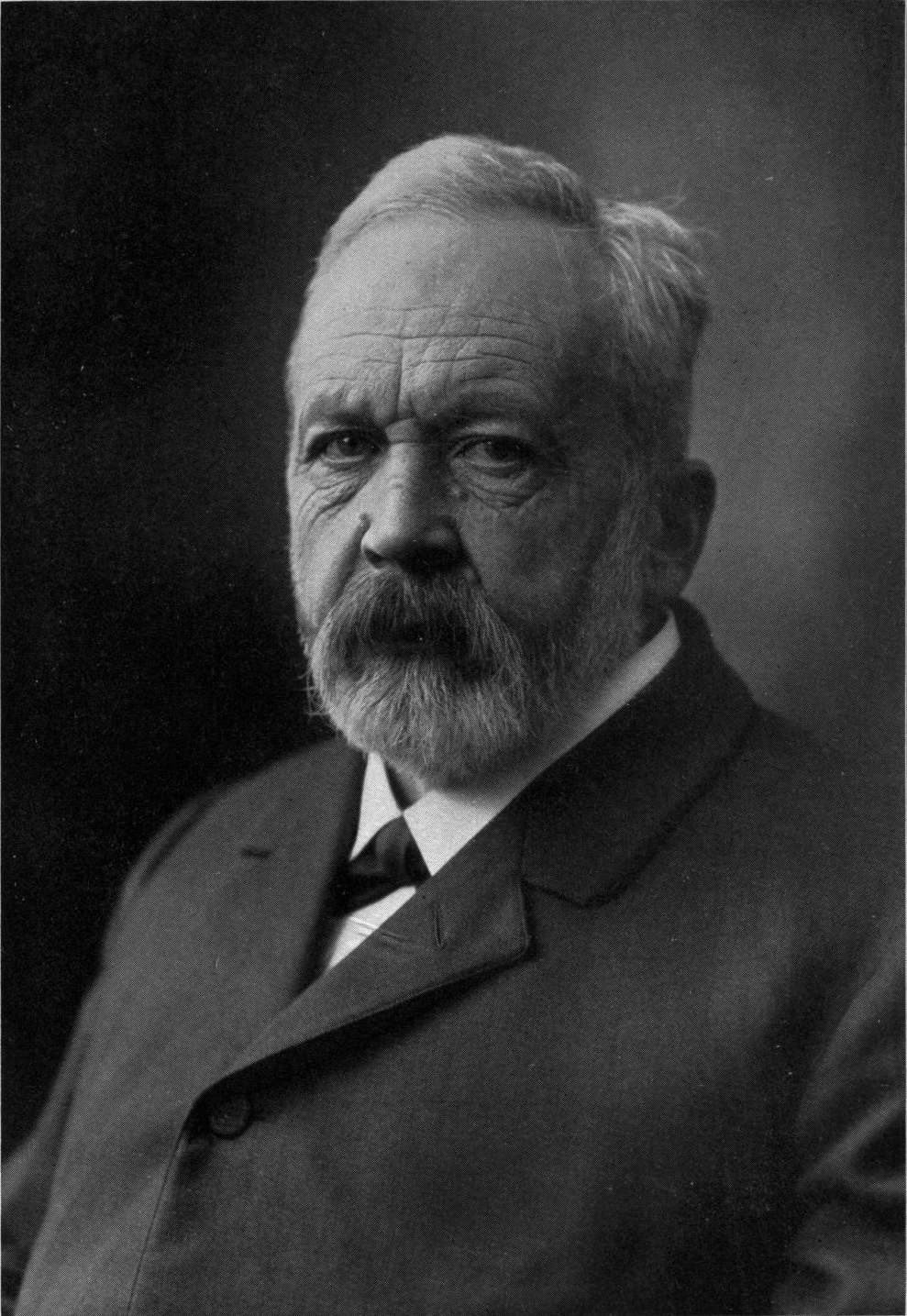
Julius Wellhausen (1844-1918).

### Les prémices
Édouard Reuss (1804-1891) estime que le Pentateuque a eu pour sources trois ou quatre documents où il distingue nettement la législation sacerdotale (Exode 25-40, Nombres 1-10, Lévitique et quelques textes narratifs).
Charles-Henri Graf (1815-1869), élève de Reuss, démontre que ni le Deutéronome, ni les Livres prophétiques, ni les Livres historiques (de Josué à 2Rois) ne connaissent la législation sacerdotale exposée dans la Torah. De ce fait, le document de législation sacerdotale doit être daté de l'époque postexilique. Sa théorie, systématisée par Julius Wellhausen (1844-1918) et désormais connue sous le nom de « système de Graf-Wellhausen », postule que l'élaboration du Tanakh est le produit de traditions théologiques antérieures et a commencé avant que le monothéisme ne soit réellement établi chez les Hébreux. Elle suppose l'existence de quatre documents  enchevêtrés ou juxtaposés dans la Torah actuelle.

### Les quatre documents
Selon l'hypothèse de Wellhausen, le Pentateuque provient de la combinaison de quatre documents rédigés de façon autonome et publiés tels quels. Chacun peut être l'œuvre d'un ou de plusieurs auteurs se fondant sur différentes sources écrites ou orales. Chacun des quatre documents reflète une évolution de la foi de ses rédacteurs par rapport à leurs prédécesseurs. Le système wellhausenien distingue :
1. Le document jahviste (J), de l'allemand Jahvist, où le Dieu d'Israël est nommé Jahwe (YHWH). Sa fixation (orale ou écrite) aurait eu lieu à Jérusalem au Xe siècle av. J.-C., sous le règne de Salomon[4].
2. Le document élohiste (E), où le Dieu d'Israël est nommé Elohim. Sa fixation aurait été faite dans le royaume du Nord à la fin du IXe siècle av. J.-C. ou au VIIe siècle av. J.-C.[4].
3. L'historiographie deutéronomiste (D) ou 2e loi, composée par un législateur de Jérusalem sous le règne du roi Josias à la fin du VIIe siècle av. J.-C.[4].
4. Le document sacerdotal (P), des mots allemands Priestercodex ou Priesterschrift, écrit par des prêtres de Jérusalem pendant l'Exil à Babylone (582-538) au VIe siècle av. J.-C.[4].

Selon le système wellhausenien, le document J est rédigé en premier, puis E arrive à Jérusalem après la chute de la ville de Samarie en 722. Il est fusionné à J, et cet ensemble forme le « document jéhoviste » (JE). L'ordre indiqué par Wellhausen donne la séquence J, E, D, P. Si le document sacerdotal est placé en dernier par l'auteur, qui le date de l'exil à Babylone ou même de l'époque perse, c'est parce que la loi sacerdotale est absente des Livres historiques et des prophètes préexiliques. Sa chronologie est donc la suivante : J et E, souvent regroupés en JE et datant de la période monarchique, puis D le Deutéronome primitif datant de la fin du VIIe siècle av. J.-C. et enfin P avec les rituels et les lois sacerdotales.

### La chronologie d'un processus
Pour Wellhausen, l'hypothèse documentaire implique en effet une chronologie indissociable de l'évolution de la religion des Hébreux. Son schéma lui a été fourni par ses recherches concernant cinq institutions : les lieux de culte, les sacrifices, les fêtes, le clergé et la dîme. Il conclut que chacune d'entre elles obéit à un même mouvement caractérisé par un pluralisme initial, suivi par une centralisation et s'achevant par une ritualisation, ce qui le conforte dans « l'idée que la Loi n'est à l'origine ni de l'Israël ancien, ni du Pentateuque, mais qu'elle devient le fondement du judaïsme à partir de l'époque postexilique », comme le résume Thomas Römer.
Wellhausen manifeste une préférence pour la période monarchique, celle de JE. On a pu y voir une conséquence du romantisme allemand mais son admiration pour le Kaiser entre aussi en ligne de compte ; ainsi a-t-il prononcé devant Guillaume Ier un discours où il comparait la naissance de la monarchie israélite et celle de l'Empire allemand unifié par Bismarck. Toujours est-il que sa surévaluation de l'époque des rois l'incite à considérer la suite de l'histoire du peuple juif comme un processus de décadence qui mènera selon lui au ritualisme et au légalisme, en particulier pendant la période postexilique.

## Évolution de la théorie

### Hermann Gunkel
La théorie de Graff-Wellhausen est bien évidemment débattue et en particulier se pose la question des origines de chacun des documents - les auteurs sont ils des inventeurs, des rédacteurs ou encore des collecteurs ? Ces questionnements sont un ferment d'évolution de la théorie et notamment pour Hermann Gunkel (1862-1932). Influencé par l'école de l'histoire des religions et par l'essor de l'archéologie mésopotamienne et assyrienne - c'est à cette époque que l'épopée de Gilgamesh est découverte et traduite - Gunkel voit dans la Genèse, dont il a écrit un commentaire célèbre, une collection de légendes qui se serait formée au fur et à mesure du temps à partir de récits indépendants s'étoffant petit à petit et agrégeant éventuellement des traditions orales. Il est aussi considéré comme l'un des fondateurs de l'école de l'histoire des formes selon laquelle la forme d'un texte rend compte de la situation de communication et du contexte sociologique dans lequel il est produit.

### Martin Noth
Martin Noth  (1902-1968) se pose la question de l'étendue des sources : Pentateuque, Hexateuque ou Tétrateuque ?

### Gerhard von Rad
Avec Gerhard von Rad (1901-1971), l'hypothèse documentaire trouve sa forme canonique, celle qui rendra le mieux compte de la formation du Pentateuque jusque dans les années 1970. Selon Von Rad, le Pentateuque est en fait un Hexateuque sur le plan de sa structure dans lequel le Jahviste envisage une histoire du salut à partir du petit credo initial en Deutéronome 26, 5-9.
- Le Jahviste considère  (Genèse 12, 1-3) que l'empire salomonien constitue l'aboutissement des promesses et du projet de YHWH.
- L'idéologie du Jahviste dit que la promesse faite à Abraham concerne la Grande Nation, la bénédiction et la possession du pays tel que réalisée sous le règne de Salomon
- Le Grand Nom (Genèse 12, 2) est celui accordé à David en 2 Samuel 7,9.

Von Rad estime nécessaire d'entreprendre le même travail sur les autres sources. La ligne directrice de Von Rad est proche de la théologie dialectique sous l'influence de Karl Barth

### L'hypothèse documentaire en 1960
Aux alentours de 1960, l'hypothèse documentaire s'énonce sous une forme différente de celle de ses débuts et plutôt comme ceci :
| Source documentaire | Date                    | Étendue                                                | Textes clefs                             | Théologie                                                                                                |
| ------------------- | ----------------------- | ------------------------------------------------------ | ---------------------------------------- | --- |
| Document J          | 930 (époque de Salomon) | De Genèse 2,4 à Josué 24 (alternative : fin perdue)    | Genèse 12, 1-3 ; Exode 19, 3 et suivants | Justification de l'empire davidique ; Dieu accomplit ses promesses et accompagne l'homme.                |
| Document E          | 850-750                 | De Genèse 15 à ? (en discussion)                       | Genèse 20-22                             | La crainte de Dieu entraîne un comportement éthique. Cette rédaction est proche des livres prophétiques. |
| Document D          | 750-620                 | Deutéronome 5-30                                       | Deutéronome 6, 4-3                       | Théologie de l'Alliance, du Dieu unique, du monothéisme exclusif                                         |
| Document P          | 550                     | Genèse 1 à Deutéronome 34 (alternative : fin en Josué) | Genèse 1, Genèse 17, Exode 6             | Souveraineté et sainteté de YHWH, importance des institutions, médiation sacerdotale                     |

## Critique et abandon
Bien qu'il soit contesté par certains milieux religieux fondamentalistes, le système de Graf-Wellhausen domine dans les milieux de l'exégèse biblique jusqu'aux années 1970.
Des recherches publiées autour de 1975 contestent l'hypothèse documentaire, mettant en évidence la cohabitation et la contemporanéité de certaines conceptions et écoles, la spécificité du Pentateuque (ce modèle n'explique pas sa composition en cinq livres), l'absence de reconstruction de la source élohiste. Ce sont les ouvrages suivants, qui ont redonné du dynamisme à l’hypothèse des fragments :
- John Van Seters, Abraham in Tradition and History, New Haven/Londres, 1975 (« Abraham dans la tradition et dans l'histoire »).
- Hans Heinrich Schmid (en), Der sogenannte Jahwist : Beobachtungen und Fragen zur Pentateuchforschung, Zurich, 1976 (« Le soi-disant Jahviste : Observations et questions sur la recherche sur le Pentateuque »).
- Rolf Rendtorff, Das überlieferungsgechichtliche Problem des Pentateuch, Berlin, 1975 (« Le problème de la transmission des traditions du Pentateuque »)[10]. Pour lui, plusieurs sous-unités ont constitué des traditions écrites indépendantes avant d’être rassemblées.

Pour ces auteurs, les résultats de la critique littéraire et notre connaissance de l'antiquité sont trop faibles pour assurer une théorie explicative complète de la rédaction biblique. En tout état de cause, même si plusieurs différences caractérisent ces travaux, il en résulte un effondrement de la théorie documentaire ouvrant la voie à la cohabitation de plusieurs approches dont aucune ne rassemble une majorité de chercheurs.
L'idée de quatre documents indépendants et parallèles est abandonnée par la plupart des exégètes. Néanmoins, certaines hypothèses de la théorie documentaire restent valables : distinction entre textes sacerdotaux P et non sacerdotaux non-P, statut particulier du livre du Deutéronome, importance du travail rédactionnel dans la mise en commun des différents ensembles littéraires, aucun écrit attesté datant de l'époque perse.
À partir de la fin du XXe siècle cohabitent ainsi une « théorie des deux sources » avec datation tardive à la période exilique, une théorie dite « compositionnelle et conflictuelle » dans la mesure où elle postule un dialogue conflictuel, également à la période exilique, entre deux écoles, deutéronomique (D) et sacerdotale (P), et la théorie documentaire « traditionnelle ». S'appuyant sur l'état des textes et leur date probable de composition, la recherche actuelle développe également deux autres hypothèses : d'une part, la « théorie des fragments », qui postule la mise en forme de plusieurs traditions différentes, à des dates variables ; d'autre part, la « théorie des compléments », selon laquelle des textes initiaux ont subi diverses modifications ou interpolations. Elle tend à discerner deux grands groupes rédactionnels : l'école deutéronomiste et l'école sacerdotale.
Les années 2000 voient l'apparition d'une « hypothèse néo-documentaire » (neo-documentary hypothesis) ou « nouvelle théorie documentaire » rassemblant des chercheurs (« neodocumentarians »)  essentiellement américains et israéliens tels Baruch Schwartz ou Joel S. Baden.

#### En français
- Thomas B. Dozeman (dir.) et Konrad Schmid (dir.), A Farewell to the Yahwist ? : The Composition of the Pentateuch in Recent European Interpretation, Atlanta, Society of Biblical Literature, coll. « Symposium Series » (no 34), 2006
- Richard Friedman, Qui a écrit la Bible ? (consacré surtout au Pentateuque), Éd. Articles sans c, 1998 (nouveau tirage /2012)
- Pierre Haudebert (dir.), Le Pentateuque, Débats et Recherche, synthèse du XIVe Congrès de l'ACFEB (Angers, 1991), éditions du Cerf, 1992
- André Lacoque et Paul Ricœur, Penser la Bible, éditions du Seuil, 1998  (ISBN 9782020316774)
- André Paul, Et l'homme créa la Bible, éditions Bayard, 2000
- Albert de Pury et Thomas Römer, Le Pentateuque en questions, Labor et Fides, Genève, 1989
- Albert de Pury, Thomas Römer et Jean-Daniel Macchi, Israël construit son histoire, Labor et Fides, Genève, 1996
- Thomas Römer, Jean-Daniel Macchi et Christophe Nihan (dir.), Introduction à l'Ancien Testament, Labor et Fides, 2009  (ISBN 978-2-8309-1368-2)
- Jean Louis Ska (s.j.), Introduction à la lecture du Pentateuque, Éd. Lessius, 2000

#### En anglais
- (en) Umberto Cassuto, « The Documentary Hypothesis and the composition of the pentateuch (Introduction et Conclusions) », Shalem Press, 1961 (ISBN 978-965-7052-35-8)

#### Aspects archéologiques
- Pierre Bordreuil et Françoise Briquel-Chatonnet, Le Temps de la Bible, Fayard, 2000.
- Israël Finkelstein et Neil Asher Silberman, La Bible dévoilée, les nouvelles révélations de l'archéologie, Gallimard, coll. Folio. Histoire, # 127, 2004.  (ISBN 2-07-042939-3).